# نورمان دامور
نورمان دامور (فرانسوی: Normand D'Amour‎؛ ‏ ۲۲ سپتامبر ۱۹۶۲) بازیگر اهل کانادا است.
از فیلم‌هایی که وی در آن‌ها نقش داشته است، می‌توان به  پیشه: میان زمین و آسمان اشاره نمود.